# 성인봉
성인봉(聖人峰)은 대한민국 경상북도 울릉군에 있는 높이 984m의 성층화산이다.
화산섬인 울릉도에서 가장 높은 산으로, 섬의 중앙에 있다. 등산 코스로는 크게 도동과 천부리 등 2개가 있다.
일본 오키 제도의 최고봉인 다이만지산에서 독도를 아예 바라볼 수 없는 것과는 달리, 아주 맑은 날에는 독도는 물론이며 운이 좋으면 강원도 동해안의 아름다운 석양도 볼 수 있다.

## 같이 보기
- 한국의 산
- 울릉도
- 울릉 성인봉 원시림